# Tipula furiosa
Tipula furiosa är en tvåvingeart som beskrevs av Alexander 1941. Tipula furiosa ingår i släktet Tipula och familjen storharkrankar. Inga underarter finns listade i Catalogue of Life.